# Astromula nitidum
Astromula nitidum är en skalbaggsart som beskrevs av Chemsak och Linsley 1965. Astromula nitidum ingår i släktet Astromula och familjen långhorningar. Inga underarter finns listade.